# Музей природничої історії

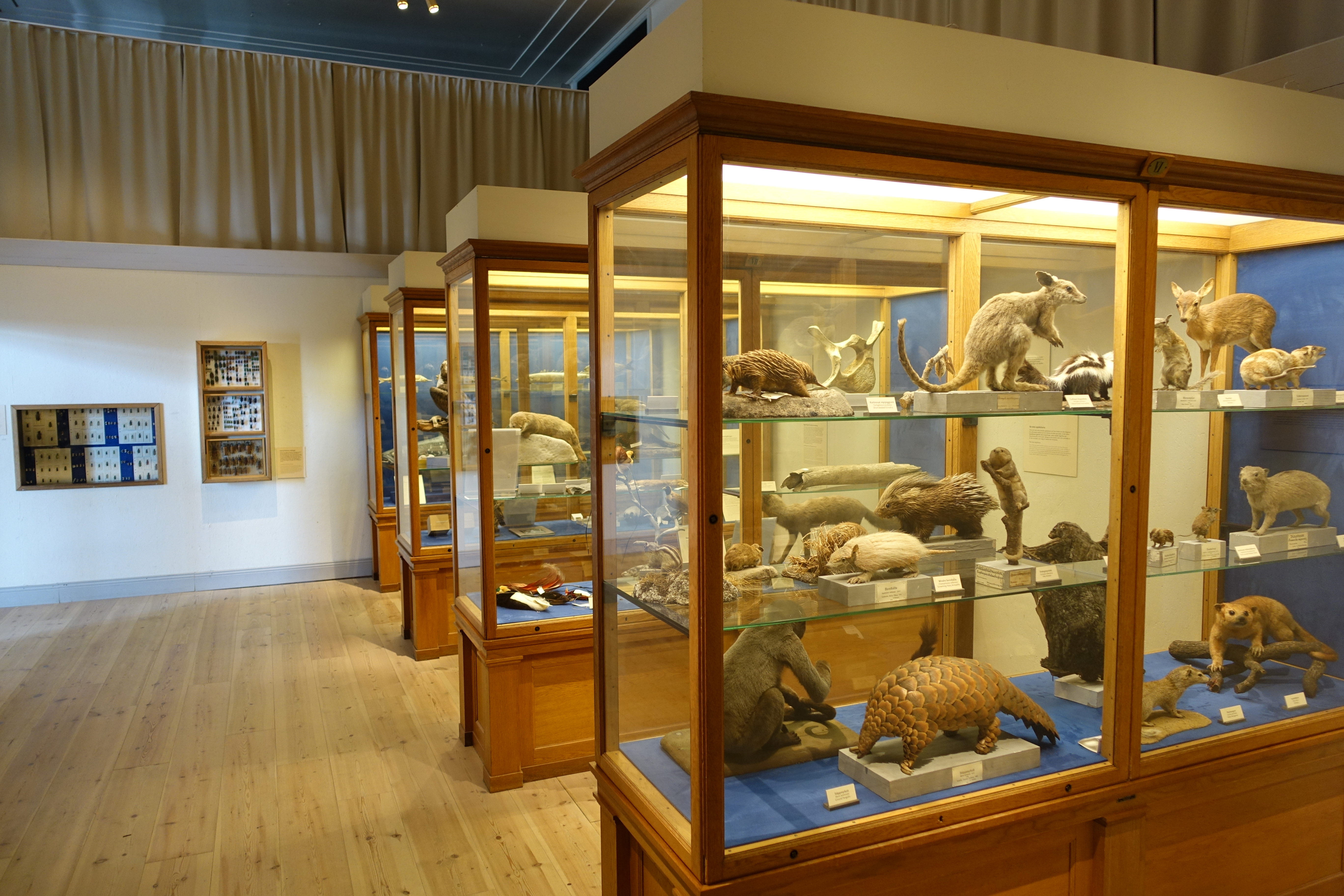
Експонати у Шведському музеї природничої істрорії

Музей природничої історії — науково-дослідний заклад, у якому знаходяться колекції, присвячені природничій історії, включає історичні та сучасні експонати тварин, рослин, грибів, екосистем, геології, палеонтології, кліматології, тощо.
Основна роль музею природничої історії полягає у тому, щоб надавати науковій спільноті експонати для ознайомлення та дослідження, що допоможе у покращенні нашого розуміння природного світу. Також музеї мають публічні експонати з вільним доступом до перегляду.
Першим музеєм природничої історії була колекція швейцарського дослідника Конрада Геснера, створена в Цюриху в середині XVI століття. Перший музей який має сучасну форму, що сьогодні ми назваємо музеєм природничої історії — це створений у Парижі в 1635 році Французький національний музей природничої історії. Ранні музеї природної історії були обмежено доступні, оскільки вони, як правило, були приватними колекціями або фондами наукових товариств. Відкритий у 1683 році Музей Ешмола був першим музеєм природничої історії, який став доступний громадськості.